# Simushir
Simushir(tiếng Nga: Симушир, tiếng Nhật: 新知島) là một hoang đảo núi lửa gần trung tâm của Quần đảo Kuril trong Biển Okhotsk ở tây bắc Thái Bình Dương. Tên của đảo xuất phát từ tiếng Ainu có nghĩa là "đảo dài".

## Địa lý
Simushir là một đảo khá dài, gồm có các ngọn núi lửa. Chiều dài của đảo là 59 kilômét (37 mi) và chiều rộng là 13 kilômét (8,1 mi), diện tích khoảng 227,6 kilômét vuông (87,9 dặm vuông Anh). Ở cực bắc đảo là một hồ nước trên miệng núi lửa, Brouton Bay, độ sâu trung bình ven bờ chỉ là 2,5 mét, nhưng lên tớito 240 métở giữa hồ. Cạnh Brouton Bay là Urataman (tiếng Nga: Уратаман, Mikazuki-yama (三日月山 Tam Nhật Nguyệt Sơn), với cao độ 878 mét (2.881 ft). Các núi lửa xa hơn về phía nam là:
- Prevo (tiếng Nga: влк. Прево, tiếng Nhật: 新知富士; Shimushiro-Fuji, cao độ 1.360 mét (4.460 ft).
- Zavaritzki (tiếng Nga: Вулкан Заварицкого, tiếng Nhật: 緑湖カルデラ, Midori-kokaru-dake), cao độ 624 mét (2.047 ft),
- Milna (tiếng Nga: Мильна, tiếng Nhật: 新知岳, Shimushiro-dake, cao độ 1.540 mét (5.050 ft),
- Goriaschaia Sopka (tiếng Nga: Горящая Сопка, tiếng Nhật: 焼山; Yakeyama}, cao độ 891 mét (2.923 ft)